# فرهنگسرای ملل
فرهنگسرای ملل یکی از فرهنگسراهای فعال در شهر تهران است. این فرهنگسرا در بوستان قیطریه واقع شده‌است.

## پیشینه و خدمات
ساختمان کاخ قیطریه که اکنون از آن به عنوان فرهنگسرای ملل یاد می‌شود توسط میرزا علی‌اصغر اتابک در زمان قاجار ساخته شده‌است.
این عمارت در سال ۱۳۷۲ توسط شهرداری تهران خریداری و بازسازی شد و با نام فرهنگسرای امیرکبیر (فرهنگسرای ملل کنونی) از سال ۱۳۷۳ آغاز به کار کرد. این فرهنگسرا فعالیت‌های آموزشی و هنری مختلف را در خود جای داده و به مرکزی فرهنگی برای ساکنان قیطریه تبدیل شده‌است.
فرهنگسرای ملل دارای امکاناتی از قبیل کتابخانه، نگارخانه، سالن همایش و کلاسهای آموزشی مختلف می‌باشد.  
در نگارخانه امیرکبیر (ملل) نمایشگاه‌های داخلی و خارجی برگزار می‌شود که هدف از آن ارتباط با هنرمندان خارجی و نمایش آثار آنهاست.

## آتش‌سوزی و تغییر نام
ساختمان فرهنگسرای امیرکبیر(ملل) در سال ۱۳۷۹ دچار آتش‌سوزی شد که پس از آن مورد مرمت و بازسازی قرار گرفت و از آن تاریخ تاکنون با نام فرهنگسرای ملل شناخته می‌شود.

## جان باختن رئیس فرهنگ‌سرا
در حادثه سقوط پرواز شماره ۳۷۰۴ هواپیمایی آسمان در سال ۱۳۹۶ عبدالرضا کردی رئیس فرهنگ‌سرای ملل و استاد حوزه خانواده و خلاقیت، جان خود را از دست داد.

## مدیریت کنونی
رئیس کنونی فرهنگسرای ملل، ایمان کرد است.

## بخش‌های مختلف
- سالن فرهنگ: این سالن ۱۱۰ متر مربع مساحت دارد و سِنِ آن با ۲۴ متر مربع مساحت برای برگزاری مراسم، نمایش‌ها و برنامه‌های مناسبتی، اکران فیلم، اجرای موسیقی و برگزاری جشن‌ها مورد استفاده قرار می‌گیرد. در این سالن ۸۵ صندلی ثابت تعبیه شده که تا ۳۰ صندلی دیگر می‌توان به این سالن اضافه کرد.

- نگارخانه و گالری: نگارخانه‌ای در ورودی فرهنگسرا قرار دارد و هر هفته میزبان هنرمندان و بازدیدکنندگان است. بازدید از گالری رایگان است اما اگر قصد دارید از نگارخانه و گالری استفاده کنید باید لوح فشرده آثار خود را به مسوول آن تحویل دهید.
- واحد آموزش: این واحد مسوول برگزاری کلاس‌های مختلف، هنری، علمی و فرهنگی در رده‌های سنی متفاوت است. این واحد بیش از ۵۰ عنوان کلاس دارد و در فصل‌های گوناگون سال به شهروندان خدمات ارائه می‌دهد.
- واحد کانون‌ها: واحد کانون‌های فرهنگسرای ملل با همکاری شهرداری به کار ساماندهی سازمان‌ها و کانون‌های مردم‌نهاد را بر عهده دارد. از جمله کانون‌های مهمی که در این فرهنگسرا به فعالیت می‌پردازد می‌توان به کانون فرهنگ و زندگی اشاره کرد.